# Portlandite
La portlandite è un minerale appartenente al gruppo della brucite.

## Abito cristallino
L'abito cristallino della Portlandite si costituisce principalmente di una microstruttura cubica a corpo centrato (ccc) di natura anisotropa.
Il primo studioso a notare questa caratteristica struttura fu Walt jr. mentre analizzava un campione di questo composto proveniente dalla Colombia